# Davyd Saldadze
Davyd Saldadze –en georgiano, დავით სალდაძე; en ucraniano, Давид Салдадзе– (Kutaisi, 15 de febrero de 1978) es un deportista ucraniano de origen georgiano que compitió en lucha grecorromana. Su hermano Heorhi también compitió en lucha grecorromana.
Participó en tres Juegos Olímpicos de Verano, obteniendo una medalla de plata en Sídney 2000, en la categoría de 97 kg, el 16.º lugar en Atenas 2004 y el 14.º lugar en Pekín 2008.
Ganó una medalla de bronce en el Campeonato Mundial de Lucha de 1998 y dos medallas de bronce en el Campeonato Europeo de Lucha, en los años 2002 y 2003.

## Palmarés internacional
| Juegos Olímpicos   | Juegos Olímpicos               | Juegos Olímpicos  | Juegos Olímpicos |
| Año                | Lugar                          | Medalla           | Categoría        |
| ------------------ | ------------------------------ | ----------------- | ---------------- |
| 2000               | Sídney (Australia)             | Medalla de plata  | 97 kg            |
| Campeonato Mundial |                                |                   |                  |
| Año                | Lugar                          | Medalla           | Categoría        |
| 1998               | Gävle (Suecia)                 | Medalla de bronce | 97 kg            |
| Campeonato Europeo |                                |                   |                  |
| Año                | Lugar                          | Medalla           | Categoría        |
| 2002               | Seinäjoki (Finlandia)          | Medalla de bronce | 96 kg            |
| 2003               | Belgrado (Serbia y Montenegro) | Medalla de bronce | 96 kg            |